# Warchalowski, Eissler & Co.

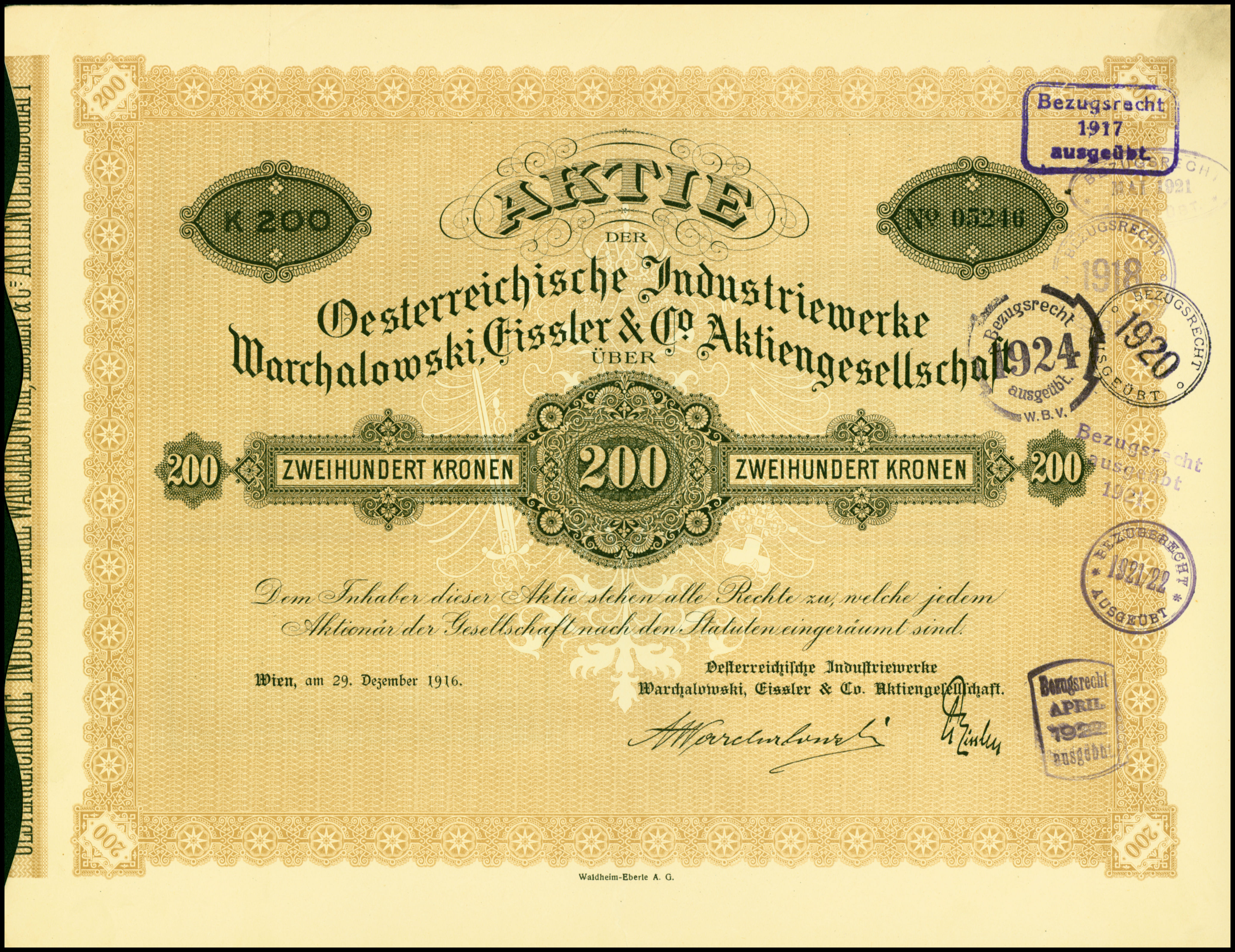
Aktie des Unternehmens von 1916

Die Österreichischen Industriewerke Warchalowski, Eissler & Co. waren ein zeitweise bedeutendes Industrieunternehmen in Wien-Ottakring. Die Produktpalette des nur knapp 15 Jahre bestehenden Unternehmens reichte von Flugmotoren über Kriegsgerät und Triebwagen bis hin zu Emailgeschirr. Die Werksanlagen waren später wichtiger Teil der Austria Email AG.

## Gründung und Anfänge

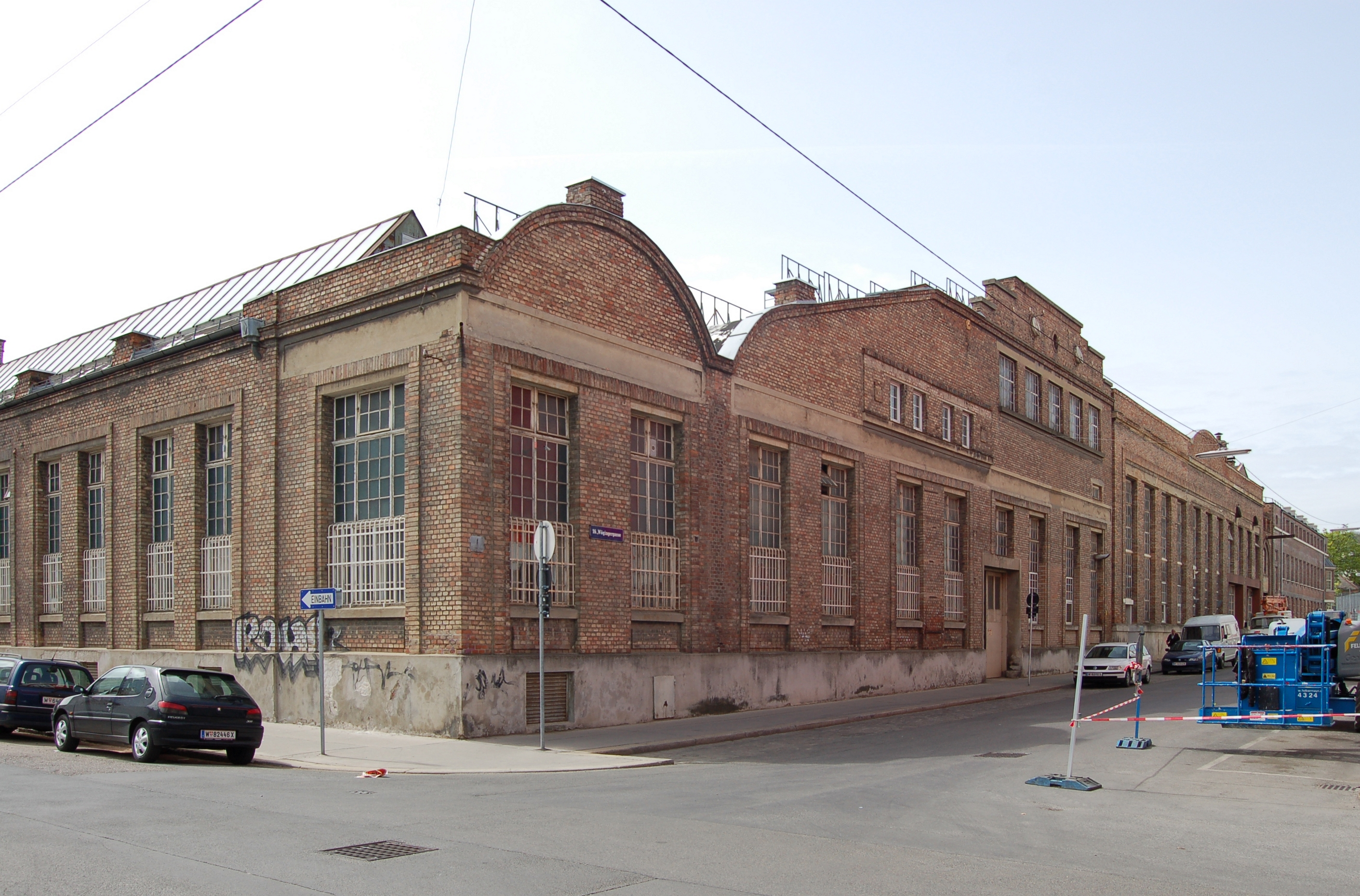
Ehemaliges Firmengebäude Ecke Odoakergasse/Wögingergasse

Die Firma wurde im Jahr 1913 von August Warchalowski (1874–1938) als Gesellschaft mit beschränkter Haftung in Wien-Ottakring gegründet und ging aus der Abteilung von Militärbedarf des Unternehmens Werner & Pfleiderer hervor. August Warchalowski entstammte einer angesehenen Familie von Maschinenbauern, zu der auch der Flugpionier Adolf Warchalowski gehörte. Deren Vater Jakob Warchalowski hatte das gleichnamige Unternehmen J. Warchalowski in der Paulusgasse im dritten Wiener Gemeindebezirk gegründet, diese später von seinen Söhnen übernommene Mutterfirma erzeugte u. a. bereits Verbrennungsmotore und Lokomobile. August Warchalowski hatte den Maschinenbau in der Firma seines Vaters erlernt und beschäftigte sich vorerst mit der Herstellung von Teigknetmaschinen, mit denen er recht bald zum bekannten deutschen Unternehmen Werner & Pfleiderer in Konkurrenz trat. Schließlich einigte man sich auf eine sehr erfolgreiche Kooperation und Warchalowski trat in die Firmenleitung von Werner & Pfleiderer in Wien ein.
Die neugegründete Firma Warchalowski, Eissler & Co. hatte ihren Sitz an der Adresse Odoakergasse 34, in dessen unmittelbaren Umfeld auch der vormalige Konkurrent angesiedelt war. Schon vor Ausbruch des Ersten Weltkrieges begann das Unternehmen Feldküchen und anderes Kriegsgerät für das Militär zu produzieren.
Im November 1916 wurden die Österreichischen Industriewerke Warchalowski, Eissler & Co. aufgrund der florierenden Kriegswirtschaft unter Führung der Mercur-Bank in eine Aktiengesellschaft umgewandelt und Werner & Pfleiderer damit endgültig fusioniert, die Familie Werner erhielt Anteile am neuen Unternehmen und war mit zwei Sitzen im Verwaltungsrat vertreten. Vizepräsident und Generaldirektor wurde August Warchalowski, Geschäftsführer der Mitbegründer Ing. Georg Eissler. Das Aktienkapital betrug drei Millionen Kronen, es wurden zu dieser Zeit bereits an die 2000 Arbeiter beschäftigt.

## Kriegsindustrie

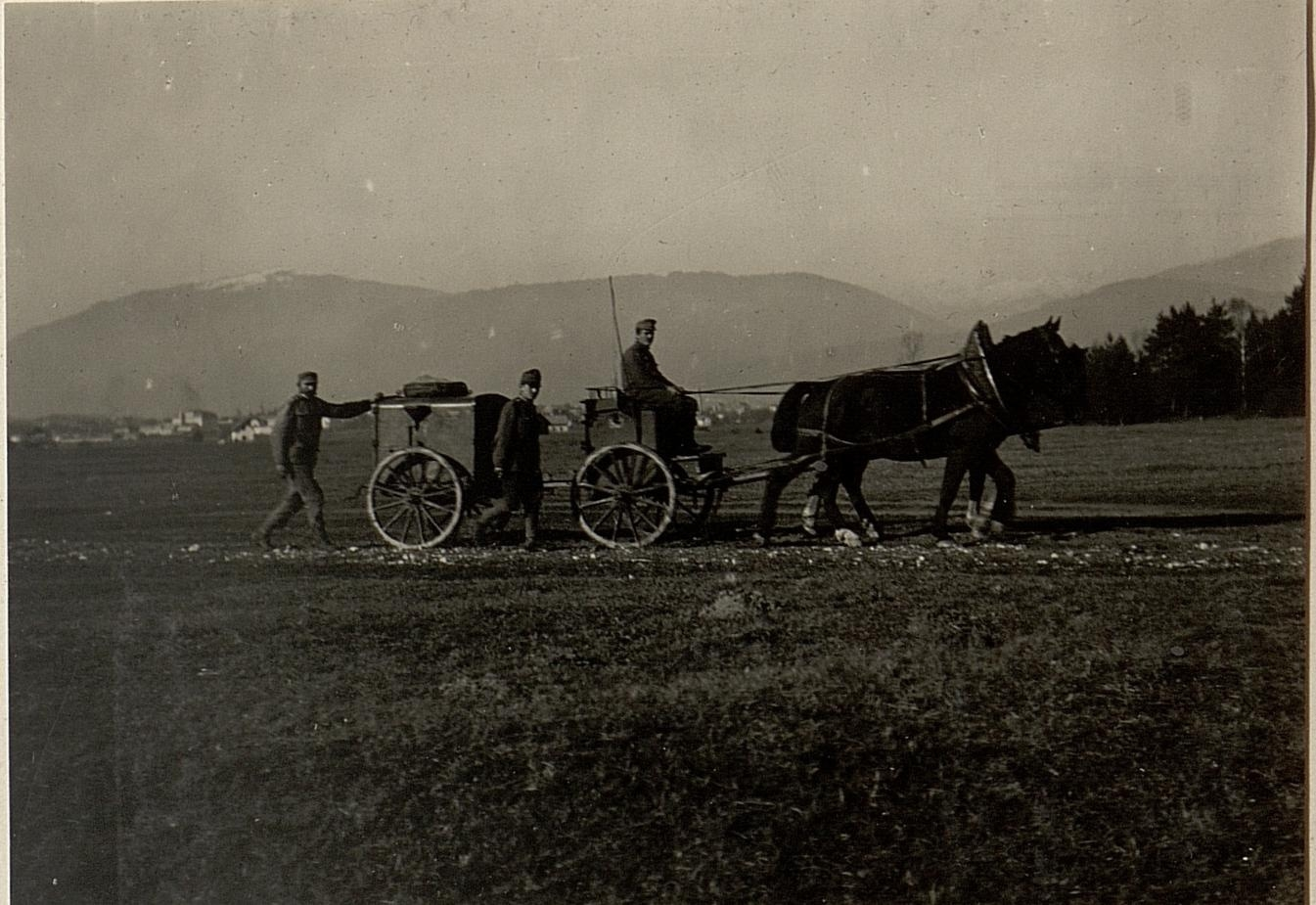
Wasseraufbereitungsanlage von Warchalowski im Dienst der k.u.k Armee

Im Ersten Weltkrieg gehörte Warchalowski, Eissler & Co. zu den bedeutendsten Industriebetrieben Österreich-Ungarns und war der wichtigste Lieferant der k.u.k Armee für Munition (vor allem Patronen und Granaten), Flugzeugmotoren, Lafetten, Wasseraufbereitungsanlagen und Feldküchen (umgangssprachlich Gulaschkanonen genannt). Auch die Stahlhelme der k.u.k Soldaten wurden nach deutschem Muster von Warchalowski erzeugt. Zugute kam dem Unternehmen bei diesen Aufträgen die freundschaftlichen Verbindungen des Firmenchefs zum General-Artillerie-Inspektor Erzherzog Leopold Salvator von Österreich-Toskana.
Im Sommer 1915 erhielt das Werk hohen Besuch durch diesen und seinen älteren Bruder Erzherzog Franz Salvator von Österreich-Toskana, Schwiegersohn des Kaisers. Grund war die Auslieferung der 2000. fahrbaren Wasseraufbereitungsanlage und der 2001. Feldküche für die k.u.k. Armee. Zur Unterstützung des Staates zeichnete die Firma Kriegsanleihen, so 1916 bei der vierten Kriegsanleihe 500.000 Kronen, bei der siebten Kriegsanleihe 1917 waren es bereits eine Million. Der Firmenchef August Warchalowski zeichnete jeweils allein 100.000 Kronen.
In den Geschäftsjahren 1915 bis 1917 konnten große Gewinne akquiriert werden, welche zum Teil in den Ausbau der Fabriksanlagen flossen. 1918 wurden umfangreiche Gleisanlagen und ein Anschluss an die Vorortelinie errichtet.

## Flugmotorenbau

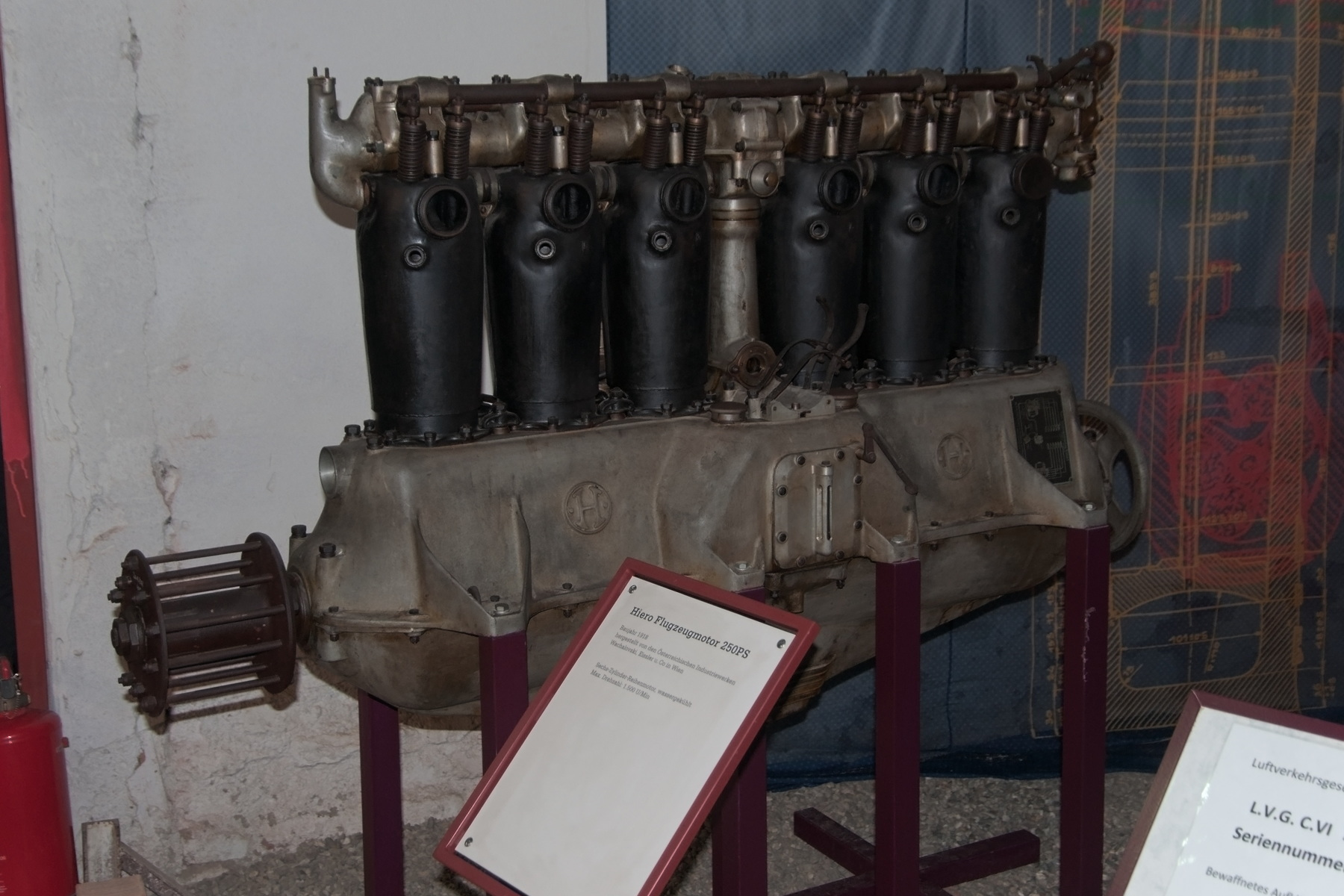
Flugmotor Hiero N

Schon Werner & Pfleiderer hatten den Flugpionier, Autorennfahrer und Konstrukteur Otto Hieronimus nach Wien geholt, um für das Unternehmen Verbrennungsmotore zu konstruieren. Besonders der von Hieronimus entworfene Hiero-Flugmotor brachte Warchalowski, bei denen Hieronimus als technischer Direktor tätig war, größte Anerkennung. Im Ersten Weltkrieg wurden diese Motore an die großen Flugzeugfirmen zugeliefert, es wurden aber auch rund 200 Flugzeuge in Ottakring selbst gebaut.
Auf dem Gelände des heutigen Kongressparks befand sich die sogenannte „Bremsstation“, in welcher die fertigen Flugmotoren getestet wurden. Nicht selten soll es beim abrupten mechanischen Abbremsen der auf Höchstdrehzahl laufenden Motoren zu heftigen Explosionen gekommen sein.

## Nachkriegszeit

### Umstellung auf Friedensproduktion
So weitblickend, wie August Warchalowski 1913 den drohenden Kriegsbeginn voraus gesehen hatte und sich auf Militärprodukte spezialisiert hatte, so traf er bereits Ende 1917 gegen den Willen des Heeresministeriums Vorbereitungen zur raschen Umstellung der Produktion auf Friedenswirtschaft. Dadurch gelang es dem Unternehmen, das Kriegsende und den chaotischen Untergang der Habsburgermonarchie wirtschaftlich zu überstehen. Es wurden Lokomotivstände zur Reparatur von vom Kriegsdienst unbrauchbar gewordenen Dampflokomotiven errichtet und die Fabrikation von Emailgeschirr aufgenommen, auch mit der Erzeugung von Bierlagertanks für Brauereien begann man. Diese Unternehmenszweige sollte sich als einer der wenigen in den Folgejahren als halbwegs lukrativ erweisen.
Die Produktpalette wurde in Folge immer mehr diversifiziert, zahlreiche neue Produkte wurden entwickelt und erzeugt. Nach Werbeanzeigen aus den frühen 1920er Jahren wurden nun u. a. Lokomotiven, Dampfkessel und Überhitzer, Kesselwagen, Benzinmotore, „Rohöl-Viertakt-Motore“ (= Dieselmotore), Lichtaggregate, Motortransportwagen, Milchzentrifugen, Milchkannen, Apparate für die chemische und landwirtschaftliche Industrie, Trocknungs-Apparate, Traktore „für alle landwirtschaftlichen Zwecke“, Lokomobile, Motorpflüge, Automotore mit Getriebe, „Klein-Autos“, Blechgeschirr und Emailgeschirr mit einer Tagesproduktion von 6000 kg erzeugt. Es wurden eine Kupferschmiede, eine Großschmiede und ein Stahlpresswerk betrieben. Besondere Beachtung der Fachwelt fand ein handlicher Raupenschlepper in der Größe eines Motorpfluges, der bis zu zwei Güterwaggons ziehen konnte.
Schienenfahrzeugbau

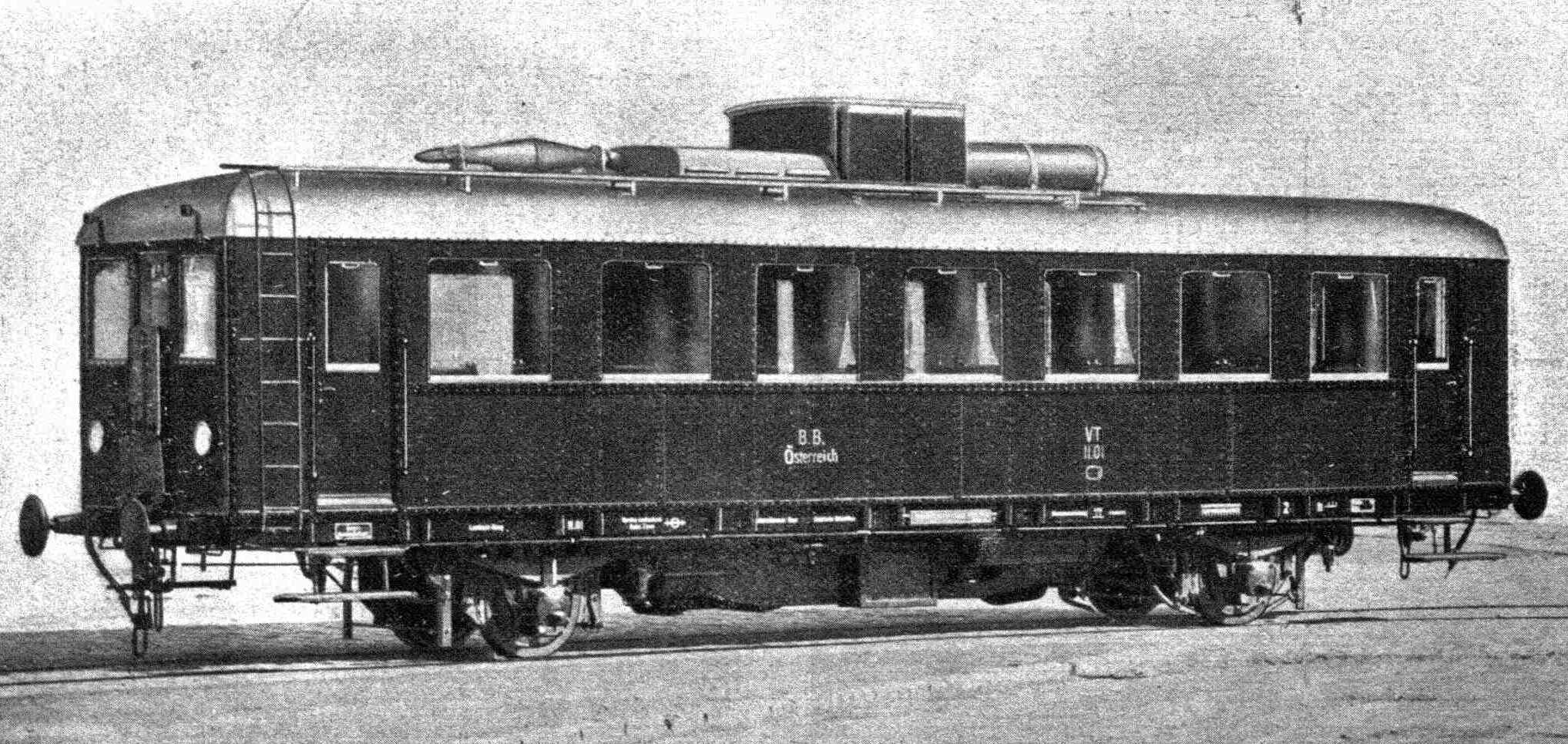
BBÖ VT 11

Bereits gegen Ende des Ersten Weltkriegs dürften Reparaturarbeiten an im Kriegsdienst befindlichen Lokomotiven durchgeführt worden sein, ab 1919 wurden in größerem Umfang Lokomotiven der im Entstehen begriffenen Deutsch-Österreichischen Staatsbahnen (DÖStB) instand gesetzt. Auch ein großer Teil der im Zuge der Aufteilung des ehemaligen österreichisch-ungarischen Bahnnetzes für die nunmehrigen Nachfolgestaaten bestimmten Lokomotiven (u. a. der Südbahngesellschaft) wurden bei Warchalowski in Ottakring hauptuntersucht. So wurden hier Dampflokomotiven der Reihen 10, 17c und 109 der Südbahn-Gesellschaft instand gesetzt, bevor sie an den SHS-Staat und Italien abgegeben werden mussten. Ebenso wurde ein gut dotierter Vertrag zur Reparatur von 500 Lokomotiven der Rumänischen Staatsbahnen abgeschlossen, dieser kam maßgeblich durch die guten Beziehungen des Firmenchefs August Warchalowksi zum rumänischen Ministerpräsidenten Alexandru Averescu zustande. 1923 wurde die Lokomotivbau- und Reparaturabteilung an der Roterdstraße aufgrund der guten Auftragslage auf über 100 Lokstände erweitert.
Neben der Instandsetzung von Dampflokomotiven wurden auch Wagen gebaut, vornehmlich Kesselwagen und Fischtransportwagen mit eingebauten Wasserbecken.
Nachdem das wirtschaftlich schwache Unternehmen Anfang 1925 mit der Staatseisenbahngesellschaft (StEG) in engere Verbindung getreten war, wurden Lokomotivkessel für die Lokomotivfabrik der StEG in den Ottakringer Werkshallen erzeugt. Ganze Lokomotiven wurden jedoch nicht gebaut, da es Warchalowski nicht gelang, sich gegen die arrivierten österreichischen Lokomotivfabriken zu behaupten - die Firma arbeitete daher stets nur als Zulieferbetrieb.
Im Bau von Triebwagen konnte Warchalowski allerdings einige kleinere Erfolge verbuchen, gehörte sie doch zu den ersten Firmen, die benzin-elektrisch angetriebene Turmwagen für die BBÖ und die Wiener Elektrische Stadtbahn bauten.

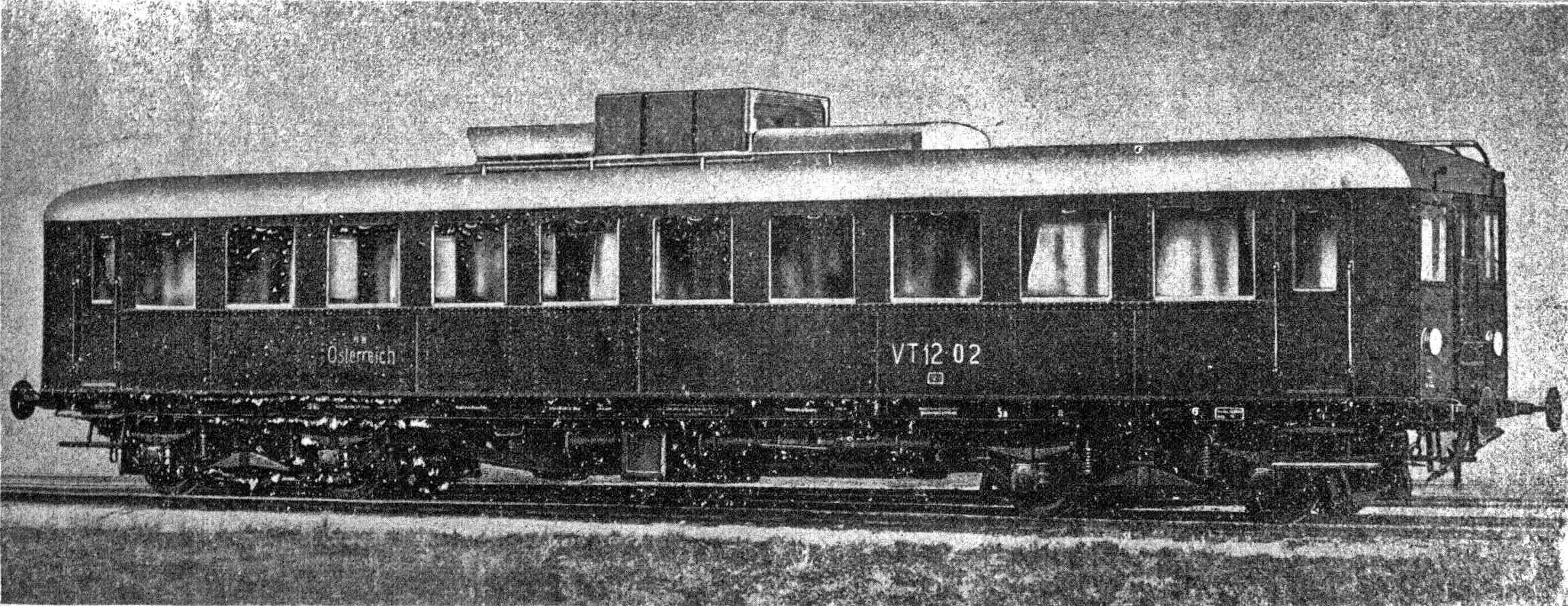
BBÖ VT 12

1924 wurden mit dem VT 10 der erste Verbrennungstriebwagen für die Österreichischen Bundesbahnen gebaut. Dieser war allerdings keine Eigenkonstruktion, sondern ein Lizenzbau der deutschen AEG-Benzoltriebwagen. Komplett nach eigenen Konstruktionen folgten 1927 zwei Stück der VT 11, zweiachsige Triebwagen mit benzin-mechanischer Kraftübertragung und 100 PS Leistung. Mit den VT 12 wurde auch eine leistungsfähigere vierachsige Version mit 150-PS-Benzinmotor „Bauart Warchaloski-StEG“ in drei Exemplaren gebaut.
Zur selben Zeit baute Warchalowski, Eissler & Co. auch ihre einzige als solche zu bezeichnende Lokomotive, eine kleine benzin-elektrische Schmalspurlok in Spurweite 760 mm. Diese nach dem System Gebus gebaute Maschine wurde – da der bestellte Triebwagen noch nicht fertig war – an die Tiroler Zillertalbahn vermietet, wo die kleine Lok recht erfolgreich im Personen- und Güterverkehr eingesetzt wurde. 1930 wurde diese erste offizielle Motorlok Österreichs an die BBÖ verkauft und als 2021/s auf der Ybbstalbahn stationiert. Sie existiert unter ihrer späteren Bezeichnung ÖBB 2090.01 noch heute.
Im selben Jahr wie die spätere 2021/s lieferte Warchalowski die maschinelle Einrichtung der benzin-elektrischen GEBUS-Lokomotive der Montafonerbahn, die das Einfahren der mit Gleichstrom betriebenen Bahn in den mit Wechselstromfahrleitung überspannten Bahnhof Bludenz der Arlbergbahn ermöglichte.
Schließlich wurde 1928 der, gemeinsam mit den Österreichischen Siemens-Schuckert-Werken gebaute, vierachsige benzin-elektrische Triebwagen BET 101 an die Zillertalbahn ausgeliefert. In der Folge der gänzlichen Übernahme durch die StEG wurden nach diesem Fahrzeug keine Eisenbahnen mehr in Ottakring gebaut. Damit endete recht abrupt der vielversprechend begonnene Schienenfahrzeugbau bei Warchalowski, Eissler & Co. Die StEG verwendete die maschinellen Anlagen aus Ottakring zur Modernisierung ihrer überalterten Lokomotivfabrik in Wien-Favoriten.

## Niedergang
Die schnelle Expansion während der Kriegsjahre und die einsetzende Wirtschaftskrise nach dem Krieg machten dem schnell groß gewordenen Unternehmen recht bald zu schaffen, weder die Lokomotivreperatur, noch die Emailgeschirrfabrik oder die Brauerei-Abteilung brachten genug Umsätze. 1922 liefen die Geschäfte noch sehr gut und es wurden an die 2500 Personen in Ottakring beschäftigt. Die Firma war jedoch rasch zu groß für den nur ungenügenden Absatz ihrer Produkte und die scharfe Konkurrenz aus dem Ausland geworden, speziell die aus den nunmehrigen Siegerstaaten. Ab ca. 1923 stockte der Geschäftsgang des Unternehmens zusehend und 1925 wurde die Aktienmehrheit zu einem recht hohen Preis von 20 Schilling pro Aktie von der Staatseisenbahngesellschaft übernommen. Diese sicherte sich durch den neu eingesetzten Präsidenten Rudolf Sieghart zunehmend die gänzliche Kontrolle über Warchalowski, Eissler & Co. und drängte den bisherigen Einfluss der Familie und der Banken zusehends zurück. Die Zusammenarbeit der beiden Unternehmen ging alles andere als reibungslos vor sich, vor allem auf der Führungsebene kam es zu tiefgreifenden Konflikten. Man beschuldigte sich gegenseitig der unfairen Geschäftspraktiken, denn Warchalowski, Eissler & Co. wurde von der StEG immer mehr finanziell belastet. Die Gründung einer Lokomotiv- und Waggonfabrik in Rumänien, gemeinsam mit der Prager Waggonfabrik Ringhoffer, welche durch die ausgezeichneten Kontakte August Warchalowskis nach Rumänien hätte zustande kommen sollen, scheiterten. 1926 wurde der großzügig geplante, heute noch in Teilen existierende Neubau der Emailfabrik an der Sandleitengasse in Beisein von Bundeskanzler Rudolf Ramek, Handelsminister Schürff und Altbundeskanzler Ignaz Seipel eröffnet. Täglich konnten so 10.000 Kilogramm Emailgeschirr erzeugt werden, rund 650 Arbeiter waren damals bei Warchalowski allein im Emailwerk beschäftigt. Dieser Geschäftszweig war im Grunde der einzig wirklich gewinnbringende für die Firma.
Der Zusammenschluss mit der StEG war eigentlich als eine Art Allianz der jeweiligen Lokomotivfabriken gedacht, um leichter an den Ausschreibungen im Zuge der Elektrifizierung des Bahnnetzes zu partizipieren. Allerdings blieben die erhofften Aufträge aus und Warchalowski wurde immer mehr zu einer ungeliebten Tochterfirma der StEG. Schließlich zogen sich August Warchalowski, sein Sohn Viktor sowie Georg Eissler im Frühjahr 1927 enttäuscht aus dem Unternehmen zurück, welches inzwischen mit über 10 Millionen Schilling verschuldet war. Allein im Geschäftsjahr 1926 wurden zweieinhalb Millionen Schilling Verlust geschrieben, zwei Drittel des Aktienkapitals der Firma waren 1927 durch Schulden verloren. Die Österreichischen Industriewerke Warchalowski, Eissler & Co. wurden in Folge gänzlich mit der StEG fusioniert.
Die Staatseisenbahngesellschaft musste allerdings (krisenbedingt) bereits im Jahr 1930 ihre Lokomotivfabrik schließen und konzentrierte sich in Folge fast zur Gänze auf ihre Emailfabrik in Ottakring, 1940 nannte sich das Unternehmen schließlich nach einigen Fusionen nach dem Markennamen Austria Email.

## Überbleibsel
Ein Teil des aus mehreren Baukörpern in Rohziegelbauweise bestehenden weitläufigen Fabriksgeländes im Straßenviereck Sandleitengasse-Wilhelminenstraße-Odoakergasse-Wögingergasse existiert nach wie vor, ebenso die davon schräg vis-a-vis gelegene ehemalige Emailfabrik an der Sandleitengasse. Diese ist mittlerweile zu einem Wohnbau umgebaut worden, das markante Portal der späteren Austria Email blieb dabei jedoch erhalten.
Ein großer Teil des ehemals weitläufigen Firmengeländes ist mittlerweile verbaut worden. In den noch existierenden Gebäuden, in welchen zeitweise die Generaldirektion der Austria Email AG untergebracht war, hat heute die Gesellschaft für Signalanlagen (GESIG) ihren Sitz.
Es existieren noch mindestens drei von Warchalowski in Ottakring gebaute Schienenfahrzeuge, darunter die heute im Besitz des Club Mh.6 befindliche, 1927 gebaute Schmalspurdiesellokomotive 2090.01, ein ehemaliger Stadtbahn-Turmtriebwagen sowie der ehemalige Triebwagen VT 11 (später ÖBB 5029.01), welcher in desolatem Zustand in einem Depot des Technischen Museum Wien steht. Im TMW ist auch ein von Warchalowski gebauter Hiero-Flugmotor ausgestellt.

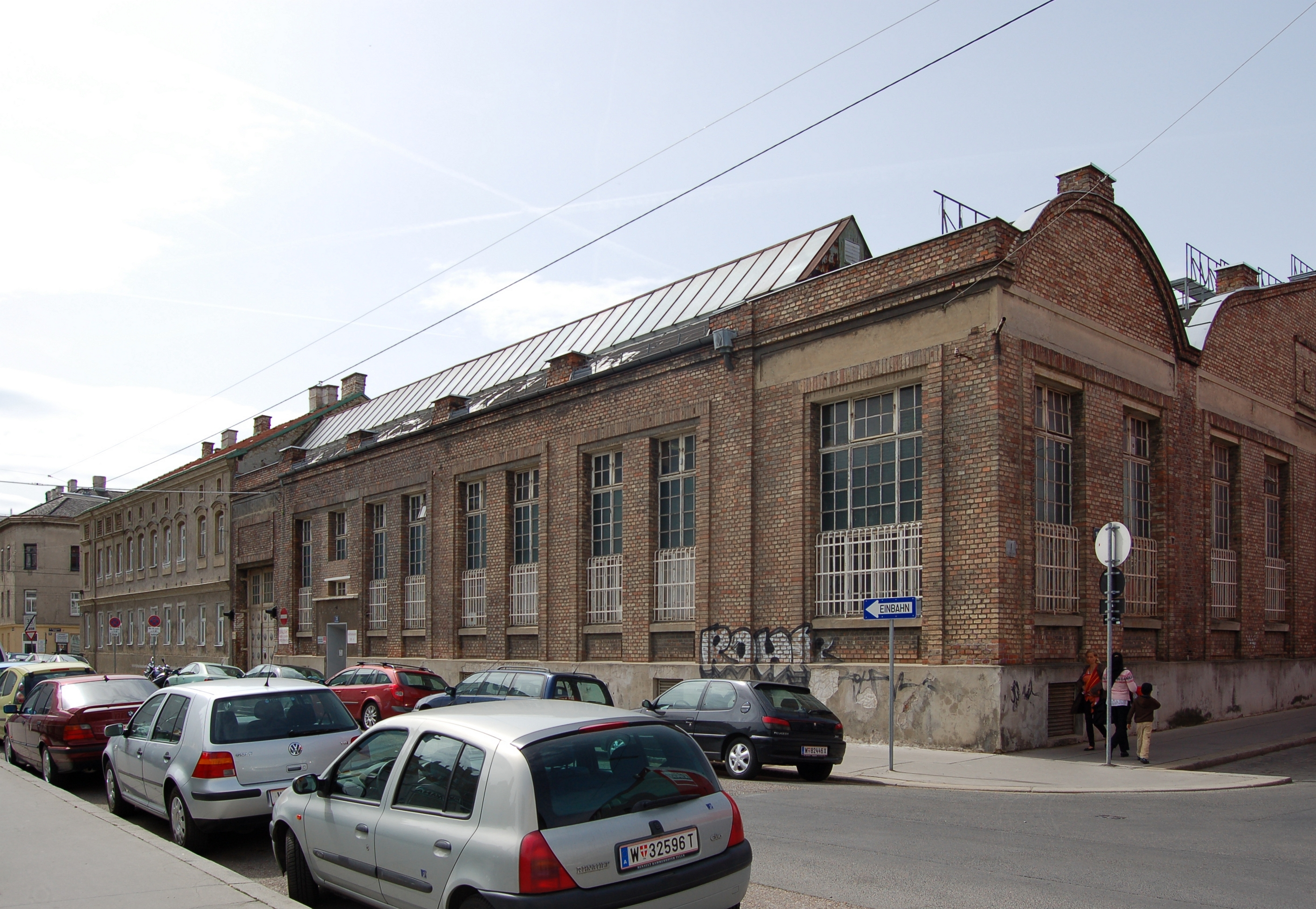
Ehemaliges Firmengebäude in der Odoakergasse in Ottakring
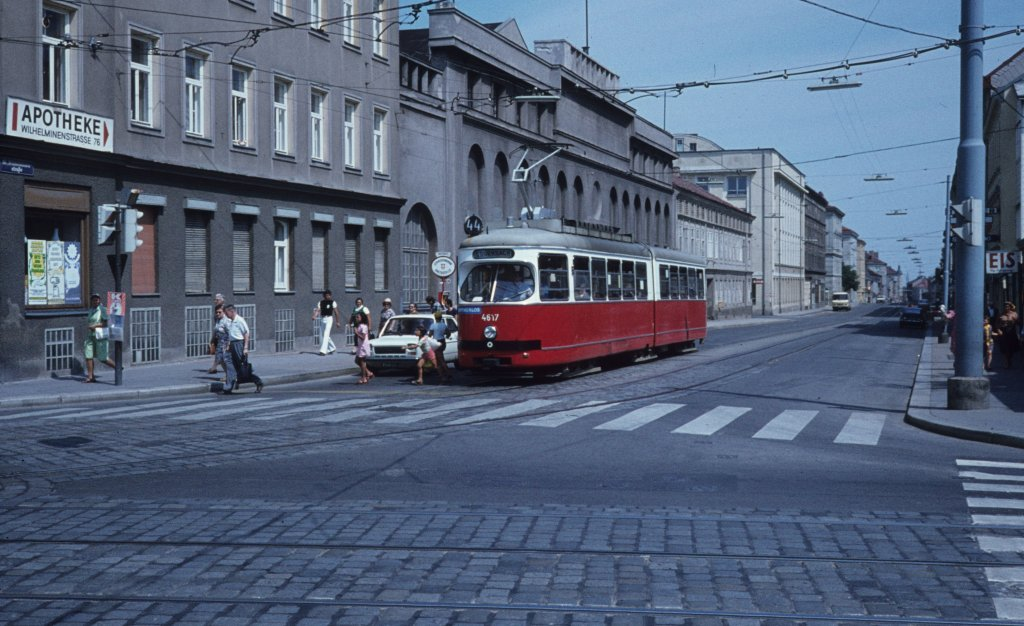
Straßenbahn der Type E vor den ehemaligen Fabriksanlagen in der Wilhelminenstraße
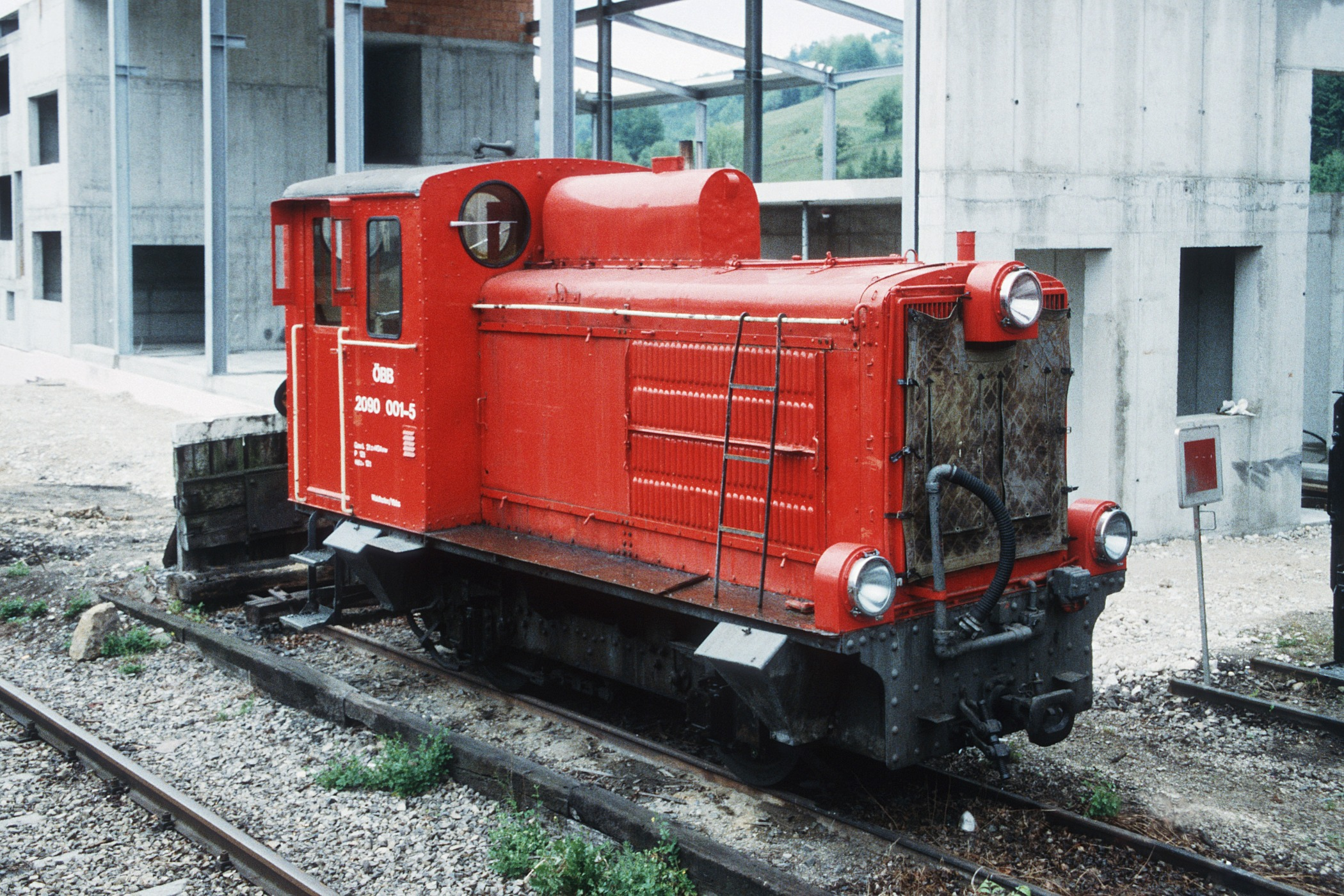
GEBUS-Lok 2090.01 der ÖBB (1927)
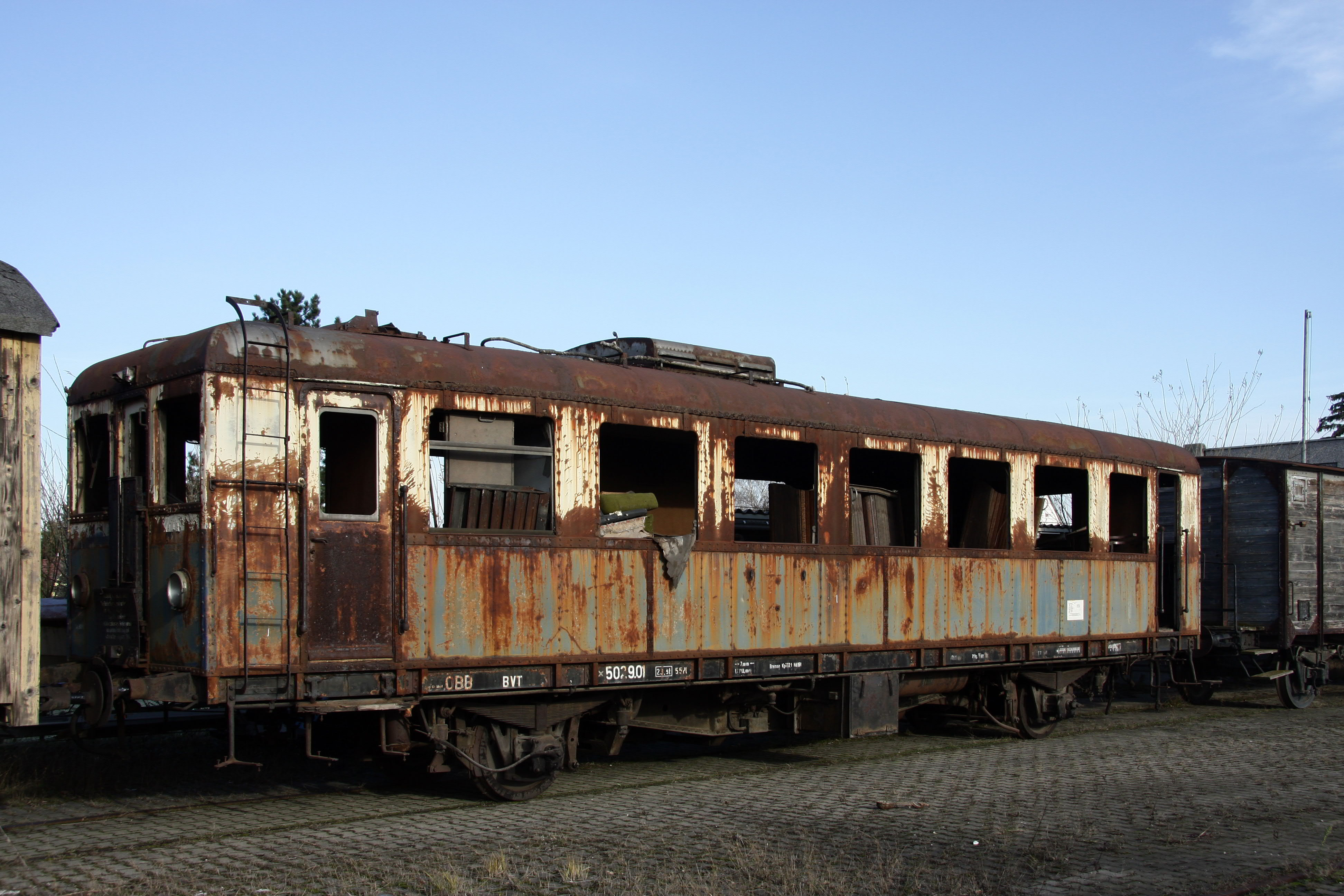
Der ehemalige benzin-mechanische Triebwagen VT 11 der BBÖ (1927)
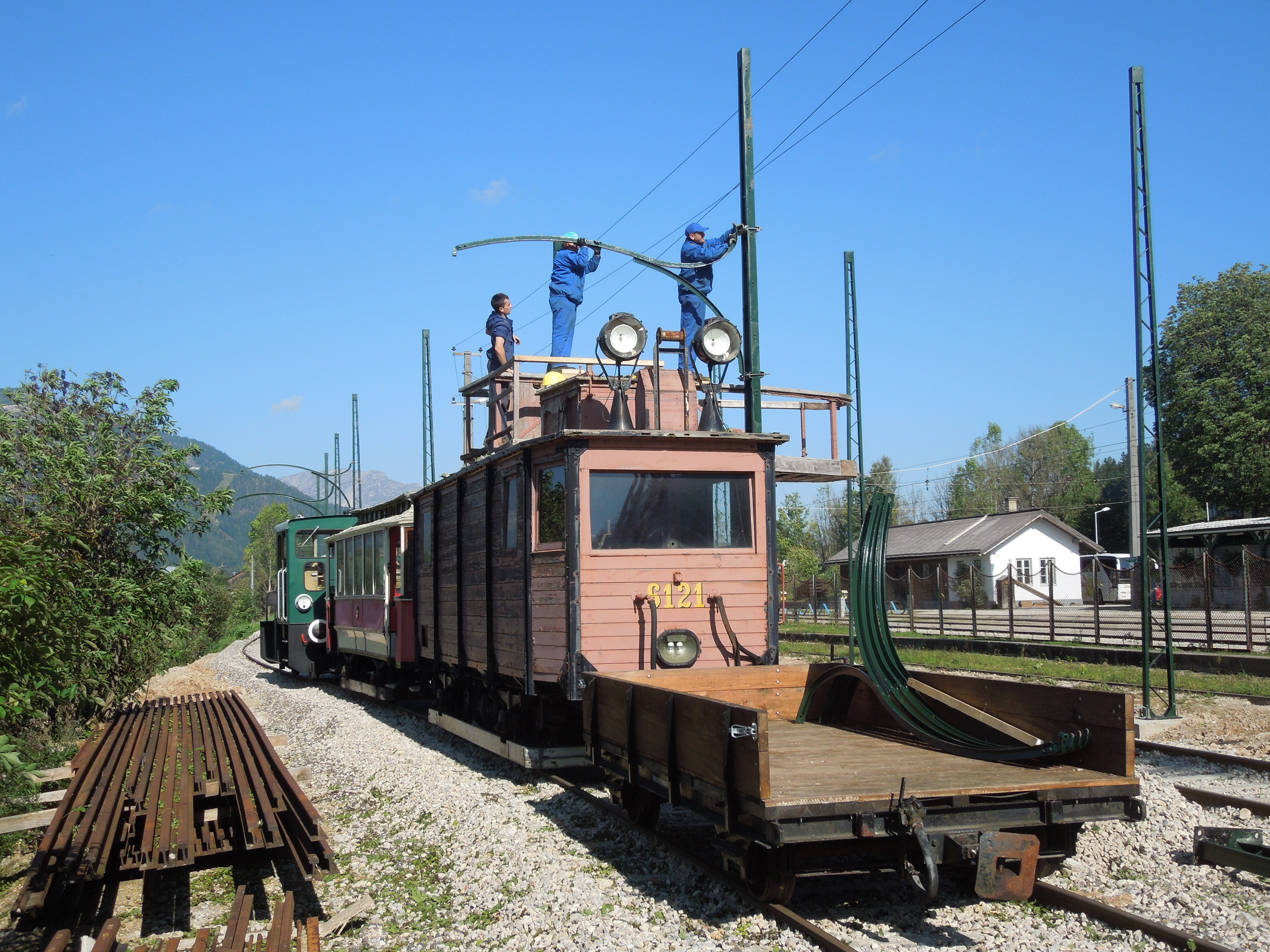
Bei der Museumstramway Mariazell–Erlaufsee erhaltener Stadtbahn-Turmtriebwagen aus dem Jahr 1926